# رسم الحرمل الكبير
رسم الحرمل الكبير قرية سوريّة تتبع إداريّاً لمحافظة حلب منطقة منبج ناحية خفسة، بلغ تعداد سكانها (712) نسمة حسب التعداد السكاني لعام 2004.